# Liste der Kommandeure der Schutztruppe
Die Kommandeure der Schutztruppe waren Inhaber der Befehlsgewalt in der kolonialen deutschen kaiserlichen Schutztruppe während ihres Bestehens von 1891 bis zur verfügten Auflösung im Oktober 1919. Der Kriegsherr (Oberbefehlshaber) der Schutztruppe war unmittelbar der Kaiser. Diese Regelung, analog zur derjenigen der Kaiserlichen Marine, stand im Gegensatz zu den restlichen Truppenkontingenten des Reichs, die in Friedenszeiten den jeweiligen deutschen Bundesfürsten als Kontingentsherrn unterstanden, wobei dem Kaiser als Obersten Kriegsherrn ein Inspektionsrecht zustand. Die Schutztruppen waren dem Reichskanzler in seiner gleichzeitigen Eigenschaft als Staatssekretär des Reichs-Kolonialamts (RKA) nachgeordnet, der von einem Unterstaatssekretär vertreten wurde. Das 1907 gegründete Reichs-Kolonialamt war in vier Abteilungen gegliedert. Drei bearbeiteten die Geschäfte der kolonialen Zivilverwaltung, die vierte, das Kommando der Schutztruppen, war für die Militärverwaltung zuständig.

## Kommandeure imKommando der Schutztruppen

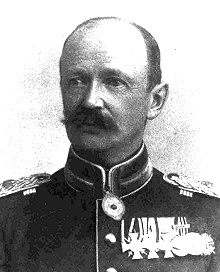
Franz Georg von Glasenapp

- Oberstleutnant Ferdinand Quade (1. April 1907 – 18. Oktober 1908)
- Generalmajor Franz Georg von Glasenapp (18. Oktober 1908 – 6. April 1914)
- Oberst Ernst von Below (7. April 1914)

## Kommandeure derSchutztruppe für Deutsch-Ostafrika
- Emil von Zelewski (1. April 1891 – 17. August 1891)
- Oberst Friedrich von Schele (23. Oktober 1893 – 25. März 1895)
- Oberstleutnant Lothar von Trotha (25. Mai 1895 – 17. August 1897)
- Generalmajor Eduard von Liebert (22. September 1897 – 12. März 1901)
- Major Gustav Adolf Graf von Götzen (12. März 1901 – 14. April 1906)
- Oberstleutnant Kurt von Schleinitz (28. Mai 1907 – 13. April 1914)
- Generalmajor Paul von Lettow-Vorbeck (13. April 1914 – 25. November 1918)

## Kommandeure derSchutztruppe für Deutsch-Südwestafrika

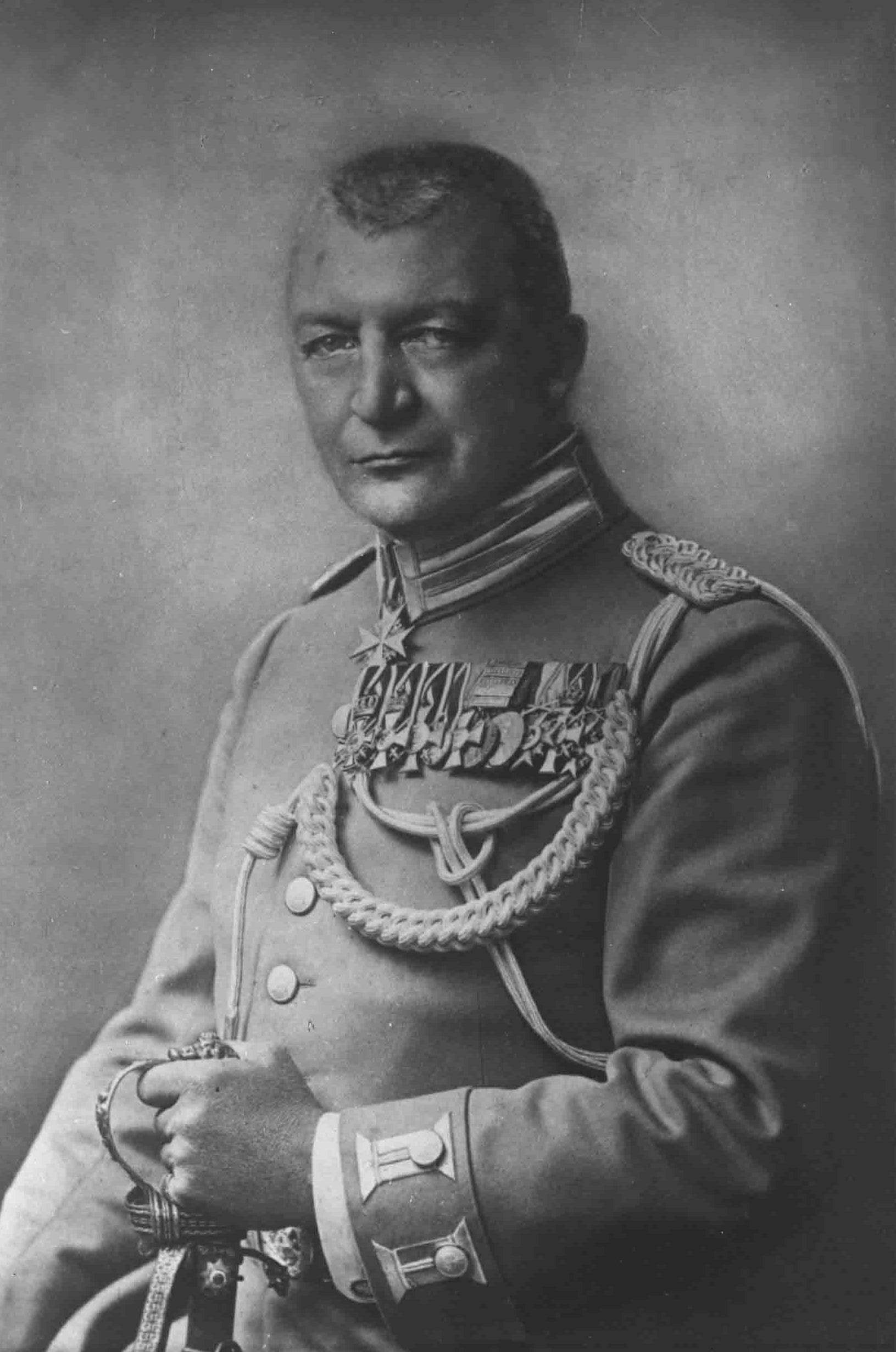
Victor Franke

- Major Curt von François (1. Juni 1894 – 6. Januar 1895)
- Oberst Theodor Leutwein (10. November 1897 – 16. Mai 1904)
- Generalleutnant Lothar von Trotha (17. Mai 1904 – 19. November 1905)
- Oberst Cai Theodor Dame (kommissarisch: 19. November 1905 – 22. Mai 1906)
- Generalmajor Berthold von Deimling (22. Mai 1906 – 31. März 1907)
- Oberst Ludwig von Estorff (1. April 1907 – 19. März 1911)
- Oberstleutnant Joachim von Heydebreck (19. November 1912 – 12. November 1914, tödl. Unfall)
- Oberstleutnant Victor Franke (13. November 1914 – 9. Juli 1915, Kapitulation)

## Kommandeure derSchutztruppe für Kamerun
- Hauptmann Max von Stetten (8. Juli 1894 – 6. August 1896)
- Major Oltwig von Kamptz (18. Oktober 1897 – 17. April 1901)
- Oberst Kurt Pavel (18. Mai 1901 – 31. Januar 1903)
- Generalmajor Wilhelm Mueller (6. April 1903 – 18. Februar 1908)
- Oberstleutnant Harry Puder (18. Februar 1908 – 13. September 1913)
- Major Carl Zimmermann (13. April 1914 – Februar 1916)